# A tres metros sobre el cielo
Summertime es una serie dramática italiana televisiva producida por Cattleya que se estrenó en Netflix el 29 de abril de 2020. Los protagonistas de la serie son Rebecca Coco Edogamhe, Ludovico Tersigni, y Amanda Campana. Tiene lugar en una ciudad pequeña en la costa adriática, Cesenatico, y se centra en una joven Summer (Rebecca Coco Edogamhe) y su amor de la vida. La historia es inspirado en Tres Metros Por encima del Cielo/Three Meters Above the Sky de  Federico Moccia.

## Trama
En la ciudad de Cesenatico, Summer y Ale son dos personas con modos de vida totalmente opuestos. Summer es una muchacha muy introvertida; odia el verano y está decidida a encontrar un trabajo en El Hotel Magnífico para apoyar a su madre con dinero, debido a que su padre, músico de jazz, les dejó por el verano para trabajar en el extranjero. Summer tiene dos mejores amigos, Sofía y Edo, y una hermana menor que se llama Blue. Ale es de Roma y es un motociclista muy famoso. Decidió tomarse un descanso de las competiciones durante el verano, ya que antes tuvo un accidente muy peligroso que casi le mata. 
Su padre es su mayor partidario y quiere que su hijo vuelva a las carreras cuando se acabe verano. Ale pierde el interés por las carreras. La madre de Ale, Laura, es la directora de hotel donde trabaja de Summer. Ale se enamora de Summer y trata de cortejarla.

## Reparto
- Coco Rebecca Edogamhe - Summer Bennati
- Ludovico Tersigni - Alessandro "Ale" Alba
- Amanda Campana - Sofía
- Andrea Lattanzi - Dario
- Giovanni Maini - Edo
- Thony - Isabella
- Alice Ann Edogamhe - Blue Bennati
- Stefano Fregni - Piero
- Giuseppe Giacobazzi - Loris
- Eugenio Krauss - Bruno De Cara
- Maria Única Mansutti - Laura Alba
- Mario Sgueglia - Maurizio Alba
- Caterina Biasiol - Maddalena

Más de 2,000 personas atendieron las llamadas de fundición en Cesena, Cesenatico, Ravenna, y Rimini. El reparto lleno había constado de primero-actores de tiempo, con la excepción de Ludovico Tersigni.
El primer tráiler se estrenó el 8 de abril de 2020 en italiano.El tráiler en inglés se estrenó una semana más tarde el 15 de abril. La primera estación temporada de Summertime se estrenó el 29 de abril de 2020 en Netflix.